# Alessia Leolini
Alessia Leolini (Montevarchi, 3 febbraio 1997) è un'ex ginnasta italiana, vice-campionessa europea juniores 2012, vice-campionessa italiana 2014 al volteggio e membro della squadra che partecipò al mondiale del 2013.

## Carriera
Atleta della Ginnastica Giglio di Montevarchi, allenata da Stefania Bucci, nel 2010 contribuisce alla promozione in Serie A2 della sua squadra, con le compagne Sharon Giuntini, Irene Bonura, Elisa Gargano e Lara Mori.
Il 5 febbraio 2011 ha esordito in Serie A2 con la Ginnica Giglio, che alla prima giornata si classifica al primo posto nel concorso a squadre con un punteggio di 103.300. Alla seconda tappa di Serie A2 la Giglio si classifica al secondo posto (101.700 punti) dietro alla Olos Gym 2000.
La prima competizione internazionale è stata il Trofeo Città di Jesolo nel 2011, un triangolare con Russia e Stati Uniti d'America, a cui ha partecipato con Greta Carnessali, Erika Fasana, Francesca Deagostini, Elisa Meneghini, Sara Ricciardi e Alessia Scantamburlo. La Squadra Juniores si è classificata al terzo posto (214.750 punti). Alessia a causa di diversi errori ha ottenuto un punteggio complessivo di 51.150 e si è classificata quattordicesima (ultima tra le italiane) nella classifica individuale.
Il 26 e 27 novembre 2011, insieme a Carlotta Necchi, ha partecipato all'incontro Internazionale "Top Gym" a Charleroi in Belgio. Alessia si è classificata al secondo posto con 53.650 punti, preceduta dalla russa Evgenija Šelgunova (56,200), con una media vicina al 13.500 (13.650 volteggio, 13.250 parallele, 13.500 trave, 13.250 corpo libero). Ha vinto due medaglie d'argento: alle parallele e al corpo libero. All'ultima giornata della Serie A2 la Ginnica Giglio ha conquistato il campionato ed è stata promossa nella massima serie.

### 2012: campionessa di categoria e Campionati Europei di Bruxelles

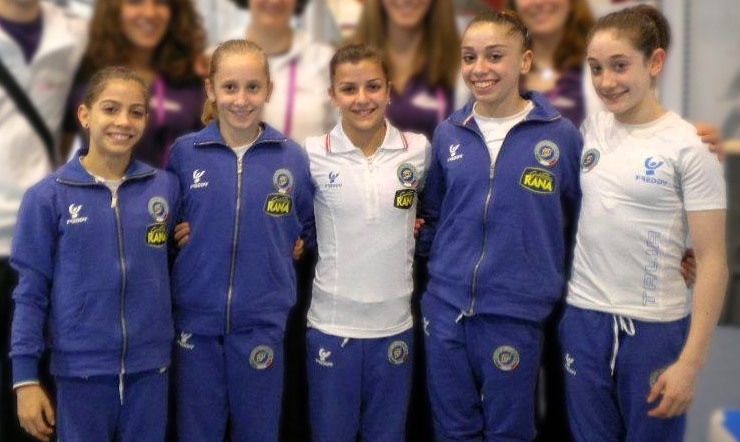
La Nazionale italiana juniores ai Campionati europei di ginnastica artistica femminile 2012: Lara Mori, Tea Ugrin, Elisa Meneghini, Enus Mariani, Alessia Leolini

Il 10 marzo ha esordito in Serie A1 a Bari. La Ginnastica Giglio si è classificata al sesto posto (156.450). Alessia ha ottenuto 13.200 al volteggio, 13.300 alle parallele e 10.850 alla trave. Anche nella seconda giornata, a Firenze, la Giglio di Montevarchi ha mantenuto la sesta posizione. Alessia ha concorso in tutti gli attrezzi: 13.300 al volteggio, 13.200 alle parallele, 11.550 alla trave e 12.550 al corpo libero. Alla fine del Campionato di Serie A1 la Giglio ha ottenuto il quinto posto.
Alessia è diventata campionessa italiana nella 2ª fascia ai Campionati Nazionali di Categoria di Mortara.
Viene convocata per far parte della squadra nazionale che compete ai Campionati Europei di Bruxelles dal 9 al 13 maggio. Con un punteggio complessivo di 164.031 ha vinto la medaglia d'argento.
Il 16 giugno, ai Campionati Assoluti di Catania, si è classificata quinta al corpo libero (12.950).

### 2013: categoria Senior
Nel 2013 Alessia Leolini passa alla categoria Senior. Con la Ginnastica Giglio partecipa al campionato di Serie A1, insieme alle compagne Lara Mori, Caterina Paoletti, Chiara Paoletti e Silvia Becattini; la squadra termina in 8ª posizione.
Il 25 e 26 maggio partecipa ai Campionati Assoluti: si qualifica per la finale a volteggio, che conclude al 6º posto.
Il 14 novembre partecipa con la nazionale italiana al "Trofeo Massucchi", amichevole pre-mondiale con la Germania: l'Italia (222,800 punti) batte la Germania (215,250). Alessia gareggia su tutti e quattro gli attrezzi, realizzando un buon esercizio alle parallele, ma cade al volteggio e dalla trave.
Dal 27 settembre al 6 ottobre partecipa ai Mondiali di Anversa insieme a Vanessa Ferrari,
A novembre partecipa al Grand Prix a Modena.

### 2014: Jesolo e Assoluti di Ancona
Partecipa alla finale al volteggio a Jesolo insieme a MyKayla Skinner (USA), conquistando la medaglia d'argento con una media di 13.617 (15.634 per la Skinner).
Il 1º giugno conquista la medaglia d'argento al volteggio ai Campionati italiani assoluti di ginnastica artistica 2014 svolti Ancona con una media di 14.000, preceduta da Arianna Rocca (14.200).

### 2015: Giochi Olimpici Europei
Viene convocata per la priam edizione dei Giochi Olimpici Europei di Baku insieme a Giorgia Campana e Tea Ugrin. Il 14 giugno inizia la sua avventura "olimpica" compete su tutti e quattro gli attrezzi è una delle possibili finaliste al volteggio, ma cade sul secondo salto al volteggio. La squadra italiana si classifica al quinto posto.

### 2016: Serie A e ritiro
Partecipa nuovamente alla serie A con la Giglio Montevarchi, e al trofeo di Jesolo vincendo un bronzo di squadra.
Alla fine dell'anno annuncia il ritiro.